# 이인중학교
이인중학교(利仁中學校)는 대한민국 충청남도 공주시 이인면 이인리에 있는 공립 중학교이다.

## 학교 연혁
- 1981년 11월 21일 : 이인중학교 12학급 설립 인가
- 1981년 12월 10일 : 본관 1층 준공
- 1982년 3월 6일 : 개교
- 1999년 2월 23일 : 학칙개정으로 6학급 인가
- 2023년 3월 1일 : 하헌상 교장 부임
- 2025년 1월 9일 : 제41회 졸업식 2명(3,044명)
- 2025년 3월 4일 : 입학식(5명)

## 참고 자료
- 이인중학교 - 한국교육학술정보원 학교알리미